# Mariano Socini l'Ancien
Mariano Socini l'Ancien, Mariano Sozzini, Soccini, Socino, Marianus Socinus en latin, est un juriste italien né à Sienne en 1397/1401, et mort dans la même ville en 1467.
Le nom est écrit Socini à partir de son nom en latin Socinus adopté pour ses publications.

## Biographie
Le premier membre connu est Sozzo banquier de Percenna dans la commune de Buonconvento connu en 1294, dont le fils, Mino Sozzi, notaire du château de Percenna, est venu s'établir notaire à Sienne en 1304. Il est mort en avril 1340, et son épouse, Gherarda, en 1348. Son petit-fils, Sozzino (mort en 1403) est le fondateur de la lignée de patriciens juristes siennois.
Mariano Socini l'Ancien est le fils de Sozzino Sozzini et d'Eufrasia Ducci d'une famille noble de Sienne. Il a été le premier membre de la famille à étudier et enseigner le droit. Il a probablement acquis ses premiers degrés universitaires à Sienne entre 1425 et 1427. Il a commencé à enseigner le droit canon comme lecteur, en 1425, puis comme professeur en 1427. Il a enseigné le droit pendant près de 40 ans à Sienne. Il a écrit un grand nombre de textes traitant de points de droit qui ont été imprimés au XVe et XVIe siècles. Il était avant tout un canoniste, mais il s'intéressait aussi à l'étude du droit civil. Dans une période de discussions concernant le droit accordé aux conciles, il a souvent été consulté. Il est devenu plus influent avec la Curie romaine quand un de ses anciens élèves Enea Silvio Piccolomini est devenu le pape Pie II en 1458.
Il s'est également intéressé à l'histoire, à la poésie, à la peinture et à la sculpture, mais ses publications sur l'art ont été en grande partie perdues.

## Famille
- Sozzo, banquier à Percenna (commune de Buonconvento), en 1294[3], 
  - Ser Mino, notaire au château de Percenna, à Sienne en 1304,
    - Giovanni, capitaine du peuple en 1351 et 1356, capitaine des Douze en 1361, 1363 et 1367, commande la compagnie Blanche en 1364, mort en 1374,
      - Sozzino qui a vécu dans la contrada de Pontaneto, considéré comme le chef de la famille, a été ambassadeur à Arezzo, mort en 1403,
        - Giovanni Socini, marié en 1407 avec Marianna Verdelli, mort en 1427,
          - Pietro Sozzini, marié en 1443 avec Vangelista del Golia ou Zuccantini,
            - Alessandro Sozzini, marié en 1487 avec Alessandra Guelfi veuve du comte Giovanni Savini,
              - Girolamo Sozzini, mort en 1545,
                - Giovanni Battista Sozzini, né en 1525, a été l'élève de Bartolomeo Neroni dit Le Riccio, peintre et dessinateur, stuccateur et médailliste. Mort en 1582,
                - Alessandro Sozzini (1518-1608), Operajo del duomo en 1554, trois fois gonfalonier, capitaine du peuple en 1579, il a laissé un Journal de la guerre de Sienne entre 1550 et 1555

        - Mariano Socini l'Ancien (1397/1401–1467)., juriste, professeur à l'université de Sienne à partir de l'automne 1427 ayant eu comme élève Enea Silvio Piccolomini, le pape Pie II,
          - Bartolomeo Socini (1436-1507)
          - X
            - Mariano Socini le Jeune (1482-1556), marié à Agnese Petrucci
              - Alessandro Sozzini (1508-1541) a poursuivi la carrière de juriste,
                - Fausto Sozzini (1539-1604), théologien, marié à Elżbietą Morsztyn (†1587)
                  - Agnese Sozzini ou Agnieszka Sozzini (1587-1654) marié à Stanisław Wiszowaty
                    - Benedykt Wiszowaty marié à Katarzyna Przypkowska 
                      - Andreas Wissowatius (Andrzej Wiszowaty) (1608-1678), théologien unitaire

                    - Teodor Wiszowaty

                - Filide Sozzini (1540-1568)

              - Celso Sozzini (1517–1570) aussi juriste, marié en 1549 en premières noces avec Albina Bulgarini avec une dot de 3 000 florins, et secondes noces avec Lucrezia Sabbatini, de Bologne, il a eu le titre de comte palatin bien qu'accusé d'hérésie,
                - Niccolò Sozzini (1605-1685) a été membre des Intronati sous le nom il Gelido, gonfalonier de terzo di San Martino en 1642, marié en 1635 avec Caterina Savini, il a été un familier de Mattias de' Medici,
                  - Alessandro Sozzini (né en 1635) a été membre des Intronati sous le nom il Giovale, chanoine et auditeur du cardinal Giacomo Filippo Nini,
                  - Galgano Sozzini (1638-1711), membre des Intronati, capitaine du peuple en 1676, a épousé en 1673 Faustina Chigi (morte en 1722),
                    - Niccolò Maria Sozzini (1674-1755) membre des Intronati sous le nom de il Serotino, marié en 1705 avec Agnese Piccolomini de Triana
                      - Bartolomeo Orazio Sozzini (1722- ), dernier membre de cette branche de la famille Sozzini

                - Mariano Sozzini (1613-1680) a été membre des Filomati sous le nom de Circospetto. Il est entré à Rome dans l'Ordre de l'Oratoire et est mort en odeur de sainteté

              - Camillo Sozzini (né en 1520)
              - Cornelio Sozzini (mort en 1586), humaniste,
              - Lelio Sozzini (1525-1562), humaniste
              - Dario Sozzini

Pietro Sozzini a quitté Sienne à la suite des troubles politiques pour s'établir à Bellinzone, où il est mort en 1456. Il a fondé la branche de la famille Sozzini qui s'est établie à Bâle sous le nom de Socin quand Beneditto Sozzini (1536-1602) a dû quitter Bellinzone pour s'établir à Bâle. Emanuel Socin (1628-1717) a été bourgmestre de Bâle.

## Publications
Il a écrit d'importantes consilia , rassemblées en 4 volumes, 
- Prima Pars conciliorum, Lyon, Apud Iacobum Giunta, 1546
- Consiliorvm Sev Potivs Responsorvm, Volvmen Qvartvm, Venise, 1571
- Consiliorum sue mavis responsorum Mariani Socini senioris, Bartholomæi que filii seniensum, volumen  quintum, Venise, 1594 (lire en ligne)
- Mariani Socini Senioris Senensis Admirabilia Commentaria Svper Prima Parte Libri Qvinti Decretalivm, Parme, 1575 ('lire en ligne)
- Mariani Socini Senioris Senensis Nova, Et Vtilissima Commentaria Super secunda parte libri quinti Decretalium, Parme, 1574 (lire en ligne)
- Responsa non Delfica sed Celestia, 1502
- Mariani Socini Senesis Svper Decretales tractatus, ad hæc vsque tempora negligenter adeò Impressi, vt potius in eis legendis diuinare liceret, quàm authoris mentem co[n]cipere: nunc iam typis nouis recusi, totisque (quod aiunt) oculis relecti & castigati, in lucem prodeunt, 1547
- Traité De judiciis & jurisdictione,
- De Foro competenti, De Libelli oblatione, De Mutuispetitionibus, 1494
- Tractatus utilis quotidianus & practicabilis de citationibus preclarissimi, 1493 (lire en ligne)
- Repetitio capituli "Ad audientiam" de homicidio (Decretal. V, 12, 12), Pise, 1494
- Repetitio capituli "Fraternitatis De testibus" , Sienne, 1495 (lire en ligne)
- Tractatus de materia oblationium, Milan, 1486
- Repetitio capituli "Sententiam sanguinis" super materia irregularitatis (Decretal, III, 50, 9), Pérouse, 1475
- Recollectae super quibusdam libri II Decretalium, copie des cours donnés par Mariano Socini à l'université de Sienne entre 1451 et 1454